# The Big Sick
The Big Sick (titulada Por eso lo llaman amor en Hispanoamérica y La gran enfermedad del amor en España) es una película estadounidense de comedia romántica dirigida por Michael Showalter, a partir de un guion escrito por Kumail Nanjiani y Emily V. Gordon, protagonizada por Nanjiani, Ray Romano, Holly Hunter y Zoe Kazan; y sigue a una pareja interracial que tiene que lidiar con sus diferencias culturales.
Es una película semiautobiográfica, vagamente basada en el romance de la vida real entre Nanjiani y Gordon. Fue estrenado mundialmente en el Festival de Cine de Sundance el 20 de enero de 2017 y comenzó un lanzamiento limitado en cines desde el 23 de junio de 2017, por Amazon Studios y Lionsgate, antes de su estreno mundial el 14 de julio de 2017.

## Reparto
- Kumail Nanjiani como Kumail.
- Zoe Kazan como Emily.
- Ray Romano como Terry.
- Holly Hunter como Beth.
- Aidy Bryant
- Bo Burnham
- Adeel Akhtar
- Matty Cardarople como Stu.
- Anupam Kher
- Rebecca Naomi Jones como Jessie.
- Kurt Braunohler como Chris.

## Producción
En diciembre de 2015, se anunció que Kumail Nanjiani protagonizaría la película a partir de un guion escrito por él y su esposa Emily V. Gordon, mientras que Judd Apatow produciría junto a Barry Mendel, bajo Apatow Productions, mientras FilmNation Entertainment financiaría la película. En febrero de 2016, Zoe Kazan se unió al elenco, junto con Holly Hunter y Ray Romano en abril de 2016. En mayo del mismo año, Aidy Bryant, Bo Burnham y Kurt Braunohler también se unieron al reparto de la película. Ese mismo mes, Adeel Akhtar se unió al elenco de la película. Michael Andrews compuso el score de la película.

### Rodaje
La fotografía principal comenzó el 11 de mayo de 2016.

## Estreno
The Big Sick fue estrenada mundialmente en el Festival de Cine de Sundance el 20 de enero de 2017. Poco después Amazon Studios adquirió los derechos de distribución del film, después de rechazar ofertas de Sony Pictures y Fox Searchlight Pictures.

## Recepción

### Crítica
En el sitio web Rotten Tomatoes, la película tiene un índice de aprobación del 97%, basado en 142 revisiones, con una calificación promedio de 8.3/10. El consenso crítico del sitio dice: "Divertida, honesta e inteligente, The Big Sick utiliza un estilo atractivo y temas multiculturales para comprobar que la fórmula estándar de las películas románticas de comedia aún tienen ángulos por explorar." En Metacritic, que asigna una calificación normalizada a 100, la película recibió una puntuación media de 87, basada en 44 críticos, lo que indica "aclamación universal".

### Taquilla
En el fin de semana de estreno limitado de la película, hizo $421 577 dólares en cinco cines (un total bruto por cine de $ 84.315, el mejor de 2017), terminando el 17º lugar en taquilla. La película se expandió a 2 597 salas de cine el 14 de julio y se proyecta un total bruto de $9-11 millones durante ese fin de semana.

### Premios y nominaciones
| Premio             | Categoría                                  | Nominado(s)                       | Resultado | Ref.   |
| ------------------ | ------------------------------------------ | --------------------------------- | --------- | ------ |
| South by Southwest | Premio del público: Favoritos del festival | Michael Showalter                 | Ganador   | [ 18 ] |
| Premios Óscar      | Mejor guion original                       | Emily V. Gordon y Kumail Nanjiani | Nominado  |        |